# Hausgenosse
Hausgenosse ist ein nicht genau umrissener juristischer Begriff, der in den Rechtsordnungen deutschsprachiger Länder Personen besonders qualifiziert. Er bezeichnet Personen, die im selben Haus oder Haushalt leben. Insbesondere:
- familienrechtlich verbundene Personen, vor allem Verwandte des Hausherrn (z. B. Ehegatte, Kinder, Eltern, Geschwister etc.) und verschwägerte Personen sowie Lebensgefährten und deren Kinder bzw. Verwandte etc.
- Personen, die in einem Abhängigkeits- oder Besoldungsverhältnis zum Hausherrn (Dienstherrn) stehen

Im mittelalterlichen Wien waren Hausgenossen die Mitglieder eines aus 48 Bürgern bestehenden Gremiums, dem Münzprägung, Geldwechsel und Edelmetallhandel im Herzogtum Österreich vorbehalten war.

## Einschlägige Normen

### Deutschland
- § 2028 BGB über die Auskunftspflicht des Hausgenossen, wenn er sich zur Zeit des Erbfalls mit dem Erblasser in häuslicher Gemeinschaft befunden hat.
- § 106 StPO und § 46 BPolG über das Verfahren bei der Durchsuchung von Wohnungen durch Zuziehung von erwachsenen Angehörigen, Hausgenossen oder eines Nachbarn, wenn der Inhaber der zu durchsuchenden Räume oder Gegenstände abwesend ist.

### Liechtenstein
- § 594 ABGB über die Unfähigkeit als Testamentszeuge von besoldeten Hausgenossen.
- § 1032 ABGB über den Ausschluss der Haftung des Dienstgebers und von Familienhäuptern für Darlehen von Hausgenossen.
- § 1314 ABGB über die Haftung des Dienstgebers für seine Arbeitnehmer bei Schädigung von Hausherrn oder Hausgenossen durch einen Arbeitnehmer.
- Art 249 Sachenrecht (Liechtenstein) (SR) über den Umfang des Rechts des Wohnberechtigten, seine Familienangehörigen und Hausgenossen zu sich in die Wohnung aufnehmen.
- Art 50 Konkursordnung (KO) über die Forderungen für Pflege und Wartung des Schuldners und seiner Hausgenossen für das letzte Jahr vor der Konkurseröffnung.
- § 95 Abs. 3 StGB und § 95 Abs. 3 StPO sowie Art 25b Abs. 3 Polizeigesetz über das Verfahren bei der Durchsuchung von Wohnungen durch Zuziehung von erwachsenen Angehörigen, Hausgenossen oder eines Nachbarn, wenn der Inhaber der zu durchsuchenden Räume oder Gegenstände abwesend ist.
- Art 36 Einführungs-Gesetz vom 13. Mai 1924 zum Zollvertrag mit der Schweiz vom 29. März 1923 über die besondere Seuchenpolizei und die Verpflichtung von Wohnungsinhabern und volljährigen Hausgenossen, dem Gemeindevorsteher Anzeige zu machen.

### Österreich
- § 594 ABGB über die Unfähigkeit als Testamentszeuge von besoldeten Hausgenossen.
- § 1032 ABGB über den Ausschluss der Haftung des Dienstgebers und von Familienhäuptern für Darlehen von Hausgenossen.
- § 1314 ABGB über die Haftung des Dienstgebers für seine Arbeitnehmer bei Schädigung von Hausherrn oder Hausgenossen durch einen Arbeitnehmer.
- § 159 Geschäftsordnung für die Gerichte I. und II. Instanz über die Zustellung von Schriftstücken an jeden dem Zusteller bekannten erwachsenen anwesenden Hausgenossen, einen Hausgehilfen, einen Bediensteten des Empfängers usw.
- § 76 Gewerbeordnung (GewO 1859) über die Pflichten der Hilfsarbeiter gegenüber dem Gewerbsinhaber, die übrigen Hilfsarbeiter und Hausgenossen sowie die Lehrlinge und anderer Personen.
- § 82 GewO 1859 über die Auflösung des Arbeitsverhältnisses des Hilfsarbeiters, wenn er die übrigen Hilfsarbeiter oder die Hausgenossen zum Ungehorsam, zur Auflehnung gegen den Gewerbsinhaber, zu unordentlichem Lebenswandel oder zu unsittlichen oder gesetzwidrigen Handlungen zu verleiten sucht.
- § 12 Tierärztegesetz über zulässigen Tätigkeiten des Tierhalters und seiner Hausgenossen an seinem Tier und für sein Tier ohne Verletzung der Befugnisse der den Tierärzten vorbehaltenen Tätigkeiten.

### Schweiz
- Art 332 und 333 ZGB über die Hausgewalt des Familienhauptes über Hausgenossen und andere Personen.
- Art 333 ZGB und 101 OR über die Haftung des Familienhauptes gegenüber Dritten für die Hausgenossen und andere Personen.
- Art 474 und 606 ZGB über den Abzug der Ansprüche der Hausgenossen auf Unterhalt während eines Monats von der Erbschaft nach dem Tod des Erblassers.
- Art 777 ZGB über den Umfang des Rechts des Wohnberechtigten, seine Familienangehörigen und Hausgenossen zu sich in die Wohnung aufnehmen.
- Art 30 Abs. 1 Verordnung über die Geschäftsführung der Konkursämter (KOV) über die Erklärungsverpflichtung von erwachsenen Hausgenossen, wenn der Gemeinschuldner gestorben oder flüchtig ist.
- Art 5 und 11b Abs. 1 Verordnung über die Aufnahme von Kindern zur Pflege und zur Adoption (PAVO) nach welchen die Bewilligung zur entgeltlichen oder unentgeltlichen Pflege und Erziehung bzw. zur Adoption von Kindern in einem Haushalt nur erteilt werden darf, wenn die Pflegeeltern und ihre Hausgenossen nach Persönlichkeit, Gesundheit und erzieherischer Eignung sowie nach den Wohnverhältnissen für gute Pflege, Erziehung und Ausbildung des Kindes Gewähr bieten und das Wohl anderer in der Pflegefamilie lebender Kinder nicht gefährdet wird.
- Art 58 Bundesgesetz über Schuldbetreibung und Konkurs (SchKG) über den Stillstand von Betreibungen (Exekutionen) für einen Schuldner, dessen Ehegatte, dessen eingetragene Partnerin oder eingetragener Partner, dessen Verwandter oder Verschwägerter in gerader Linie oder dessen Hausgenosse gestorben ist.
- Art 49 Bundesgesetz über das Verwaltungsstrafrecht (VStrR) und Art 66 Militärstrafprozess (MStP) über das Verfahren bei der Durchsuchung von Wohnungen durch Zuziehung von erwachsenen Verwandten oder Hausgenossen, wenn der Inhaber der zu durchsuchenden Räume oder Gegenstände abwesend ist.